# Марі Кроус
Марі Кроус (фр. Marie Crous) — французька математикиня, яка жила в XVII столітті.
Маючи скромне походження, Марі отримала освіту як письменниця і педагог, навчившись у Шарлотти-Роз де Комон ла Форс. Вона вже мала до публікації 1636 році, а до 1641 році вона опублікувала дослідження по десятковій системі, яку присвятила «шафраноквітнучій принцесі», племінниці кардинала Рішельє — мадам де Комбалет, герцогині Аквіньона і відомому меценату, другу Марена Мерсенна. Незважаючи на це, вона не була визнана вченою жінкою, і її не цитували найбільш помітні вчені тих років.
Її робота представила дві фундаментальні інновації: десятковий розділювач (сьогодні називається virgule французькою мовою), що відокремлює мантису від десяткової частини, а також використання нуля в десятковій частині зазначення відсутності розряду; тим самим вона надала форму сучасному відображенню десяткових чисел в метричній системі. Також вона називала нулі нулями, як то робили німці.
Талановита в письменстві так само, як у математиці, вона розробила, серед іншого, метод Песталоцці і те, що вона називала конфесійним поділом, який має більшу корисність для обчислень в умі, особливо щодо «правила трьох» («золотого правила»).
У передмові до своєї роботи Кроус дякує покровительку за те, що вона, подібно до Бога підносить простих і скромних", до яких і сама Марі «відноситься», за «простодушним визнанням». Однак вона не приписує їй заслугу зробленої роботи; в Abrégé recherche вона вказує, що зробила свою роботу «щоб дати спокій таким же молодим жінкам, хто практикує в цій науці, як для необхідності ведення справ, як і для задоволення їх духу».
Математик Олрі Теркем висловив жаль, що її ім'я не було дано вулиці в Парижі. Катерина Гольдштейн присвятила Кроус частину своєї статті «Neither public nor private: mathematics in early modern France».